# Петрешть (Ясси)
Петрешть, Петрешті (рум. Petrești) — село у повіті Ясси в Румунії. Входить до складу комуни Голеєшть.
Село розташоване на відстані 340 км на північ від Бухареста, 17 км на північний схід від Ясс.

## Населення
За даними перепису населення 2002 року у селі проживала 321 особа, усі — румуни. Усі жителі села рідною мовою назвали румунську.